# Smil Flaška z Pardubic
Smil Flaška z Pardubic a Rychmburka (před 1350 – 13. srpna 1402/1403) byl český šlechtic a spisovatel, příslušník rodu pánů z Pardubic, synovec prvního pražského arcibiskupa Arnošta z Pardubic.

## Život
Narodil se zřejmě před rokem 1350 nejmladšímu synovi Arnošta z Hostýně Vilému z Pardubic, jeho strýcem byl Arnošt z Pardubic, první pražský arcibiskup. Patrně nabyl bakalářského vzdělání na Karlově univerzitě. Diana Šimonová soudí, že zde musel studovat před rokem 1367, jelikož jméno Smila Flašky není zaznamenáno v pramenech pražské univerzity z let 1367–1394. František Michálek Bartoš se domníval, že se Smil nejspíše vydal studovat i do zahraničí.
K roku 1385 je připomínána Smilova účast na jednáních ohledně majetku pánů z Pardubic. Král Václav IV. totiž v roce 1384 ohlásil své právo na Pardubice jako na odúmrť. 23. dubna 1385 byl vynesen rozsudek zemského soudu, kvůli němuž se páni z Pardubic měli vzdát šestiny svých statků, tomuto nařízení se však Smil Flaška a jeho otec Vilém nehodlali podrobit. Proběhlo několik jednání, ovšem Vilém a Smil trvali na svém stanovisku. 25. února roku 1390 se měli Vilém se Smilem dostavit na slyšení, na něž osobně nedorazili, proto zplnomocnili zemana Karla z Bošíně. Slyšení dopadlo pro pány z Pardubic neúspěšně, a proto se raději rozhodli ustoupit a vzdát se dílu svých statků. Téhož roku musel Smil Flaška odevzdat Pardubice společně s hradem a poplužním dvorem, a několik dalších vsí. Smilovi tak zbylo jen panství Staré Hrady, Rychmburk a pár vesnic na Pardubicku.
V roce 1394 se proti králi Václavovi IV. postavila panská jednota, vůdčí roli v tomto uskupení zaujali moravský markrabě Jošt a jeho bratr Zikmund Lucemburský. Té se roku 1395 podařilo krále Václava IV. zatknout a uvrhnout z do vězení, odkud ho vyprostil Jan Zhořelecký. Později se však podařilo vyjednat příměří mezi panskou jednotou a králem Václavem, s čímž přišlo i nové obsazení zemských úřadů. Poněvadž Smil 10. ledna 1395 do panské jednoty vstoupil, byla mu roku 1396 udělena funkce nejvyššího zemského písaře. V roce 1398 se ovšem úřadu zřekl, protože nesouhlasil s postupem moravského markraběte Prokopa, jenž na místo nejvyššího komorníka jmenoval Heřmana z Choustníka. Téhož roku zaútočil s Bočkem z Kunštátu na hrad Potštejn. Roku 1399 se navrátil zpět do funkce nejvyššího zemského písaře.
V únoru roku 1402 se Smil objevil na zemském sněmu, jenž svolal Zikmund Lucemburský kvůli ukončení domácí války. Kvůli zajetí Václava IV. Zikmundem Lucemburským roku 1402 v Čechách vypukl opět nový konflikt s městy, která stála za Václavem IV. V něm se Smil postavil na stranu Zikmundovu. Již jako hejtman čáslavského kraje se proto zúčastnil Zikmundovy válečné výpravy proti Kutné Hoře, v jejímž průběhu ale 13. srpna roku 1402 či 1403 zahynul během bojů s voji krále Václava IV. někde mezi Kutnou Horou a Čáslaví. Rodový majetek následně zdědil jeho syn Arnošt.
| „                      | Téhož roku byl pan Smil Flaška z Pardubic a z Rychmburku zabit horníky mezi Kutnou Horou a Čáslaví, protože byl hejtmanem v Čáslavi a byl proti králi Václavovi, zatímco horníci byli při králi. Stalo se to ve žních na sv. Hippolyta (13. srpna). | “ |
| — Staré letopisy české | |   |

## Potomci
Smil zplodil tři potomky, z nichž byl jeden syn a dvě dcery:
- Arnošt Flaška z Rychmburka († po 1421)
- Markéta († před 1436) ∞ Václav z Dubé
- Barbora ∞ Smil Holický ze Šternberka

## Dílo

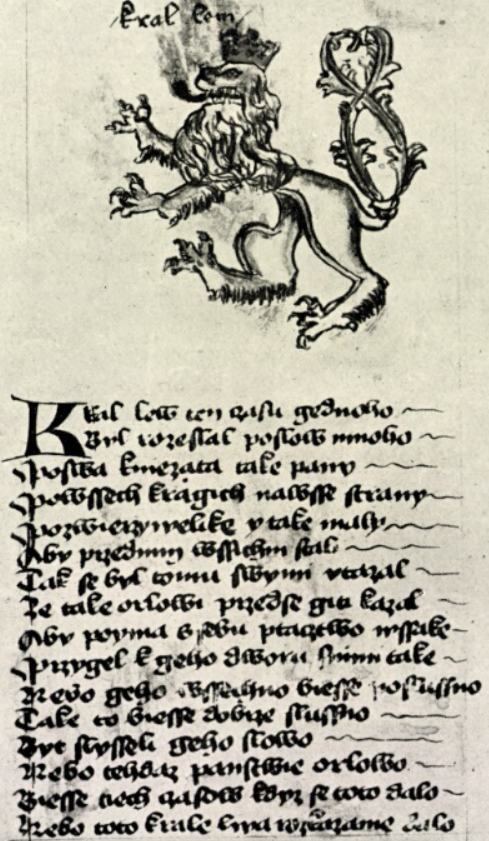
Rukopis Nové rady z 15. století

- Rukopis Nové rady z 15. stoletíNová rada (1394/1395) – alegorická skladba o 2116 osmislabičných (výjimečně o sedmislabičných) verších, která se zachovala se ve 3 rukopisech. V díle mladý král lev sezve na sněm zvířata v čele s orlem a žádá je, aby mu dávali rady, jak má vládnout. Rady zvířata přednášejí tak, že se střídá pták se čtvernožcem. Některé rady působí vážně, zatímco jiné jsou spíše ironické. Většina rad vychází z křesťanských zásad. Skladba je skoro celá psána v přímé řeči. Později se báseň dočkala dvou přepracování. Jde o jediné dílo Smila Flašky, u něhož je Smilovo autorství jisté.[13][14]

Smilovi bylo rovněž připisováno autorství několika dalších děl, jež vykazují společné rysy. Jedná se o Sbírku přísloví, Rady otce synovi, satiry Svár vody s vínem a Podkoní a žák, O ženě svárlivé a Roudnické umučení. Jan Gebauer či Julius Feifalik Smilovo autorství u těchto děl zpochybňovali, naopak Prokop Miroslav Haškovec Smilovo autorství uvedených básní podporoval. Literární historik Josef Hrabák autorství skladeb neurčoval, namísto toho je zařadil do tzv. Smilovy školy, neboť si jsou vzájemně podobné a příbuzné se Smilovou Novou radou.

## Zajímavost
Postava Smila Flašky z Pardubic se vyskytla v semináři před divadelní hrou České nebe od Zdeňka Svěráka a Ladislava Smoljaka. Vedle Smila Flašky v Cimrmanově prvotině vystupuje také Beneš Krabice z Weitmile, se kterým Smil vede dialog o milostných trampotách.